# دنیس رابرتس
دنیس رابرتس (انگلیسی: Denys Roberts؛ ۱۹ ژانویه ۱۹۲۳ – ۲۰ مه ۲۰۱۳ (۹۰ سال)) یک بازیکن کریکت، و قاضی اهل بریتانیا بود.